# Percnia submissa
Percnia submissa là một loài bướm đêm trong họ Geometridae.